# Urocystis arxanensis
Urocystis arxanensis är en svampart som beskrevs av L. Guo 2005. Urocystis arxanensis ingår i släktet Urocystis och familjen Urocystidaceae.   Inga underarter finns listade i Catalogue of Life.